# CF 우라칸 몬카다
CF 우라칸 몬카다(스페인어: Club de Fútbol Huracán Moncada)발렌시아주의 몬카다에 연고를 둔 스페인 축구팀이다. 2016년에 설립된 이 팀은 '발렌시아 지역 축구 리그– Group 2'에 소속되어 있다.